# Cantone di Saint-Rambert-en-Bugey
Il Cantone di Saint-Rambert-en-Bugey era una divisione amministrativa dell'arrondissement di Belley con capoluogo Saint-Rambert-en-Bugey.
A seguito della riforma approvata con decreto del 13 febbraio 2014, che ha avuto attuazione dopo le elezioni dipartimentali del 2015, è stato soppresso.

## Composizione
Comprendeva 12 comuni:
- Arandas
- Argis
- Chaley
- Cleyzieu
- Conand
- Évosges
- Hostias
- Nivollet-Montgriffon
- Oncieu
- Saint-Rambert-en-Bugey
- Tenay
- Torcieu